# Trydent
Trydent (wł. Trento, niem. Trient, ladyński oraz lombardzki Trent, łac. Tridentum) – miasto i gmina we Włoszech, w regionie Trydent-Górna Adyga, w prowincji Trydent.
Miasto położone jest na wysokości 194 m n.p.m. Według danych na rok 2023 gminę zamieszkiwały 117 984 osoby, 747,3 os./km². Miasto jest głównie znane z odbywającego się w latach 1545–1563 Soboru Trydenckiego.
Ma dobrze rozwinięty przemysł chemiczny, maszynowy i metalowy, drzewny, elektrotechniczny i materiałów budowlanych. W rejonie Trydentu znajdują się kamieniołomy porfirów i elektrownia wodna na Adydze. W mieście ma swoją siedzibę klub siatkarski Trentino Volley.

## Historia
Początkowo miejscowość była osadą Celtów, zaś od 222 pod panowaniem Rzymu jako Tridentum. Po upadku cesarstwa należała do Ostrogotów, później Longobardów, a następnie wchodziła w skład hrabstwa frankijskiego. Od 952 przyłączona do Bawarii, a od 1027 roku funkcjonowała jako samodzielne księstwo biskupie. Od roku 1363 miasto zajęte przez Habsburgów. W czasie Wiosny Ludów 19 marca 1848 miało miejsce powstanie, które zostało krwawo stłumione. W roku 1866 podjęto nieudaną próbę przyłączenia Trydentu do Włoch.
Do I wojny światowej miasto znajdowało się w granicach Austro-Węgier. Zostało zajęte 3 listopada 1918 roku przez wojska włoskie. Na podstawie traktatu pokojowego w Saint-Germain-en-Laye zostało przyłączone do Włoch.

## Zabytki
- Piazza del Duomo, centralny plac miasta z fontanną Neptuna z 1768 roku.
- Katedra San Vigilio, budowla w stylu romańskim budowana od końca XIII wieku do połowy XVI wieku. Miejsce zgromadzeń soborowych. Freski wewnątrz katedry pochodzą z XIV wieku.
- Palazzo Pretorio, położony przy Piazza del Duomo, obecnie Museo Diocesano, eksponujące XVI-wieczne gobeliny i dzieła sztuki sakralnej ze skarbca katedry.
- Castello del Buonconsiglio, zamek, dawna rezydencja biskupów położona wzgórzu w północno-wschodniej części starego miasta. Najstarsza część zamku pochodzi z XIII wieku. Aktualnie mieści dwa muzea: Museo Provinciale d’Arte i Museo del Risorgimento.

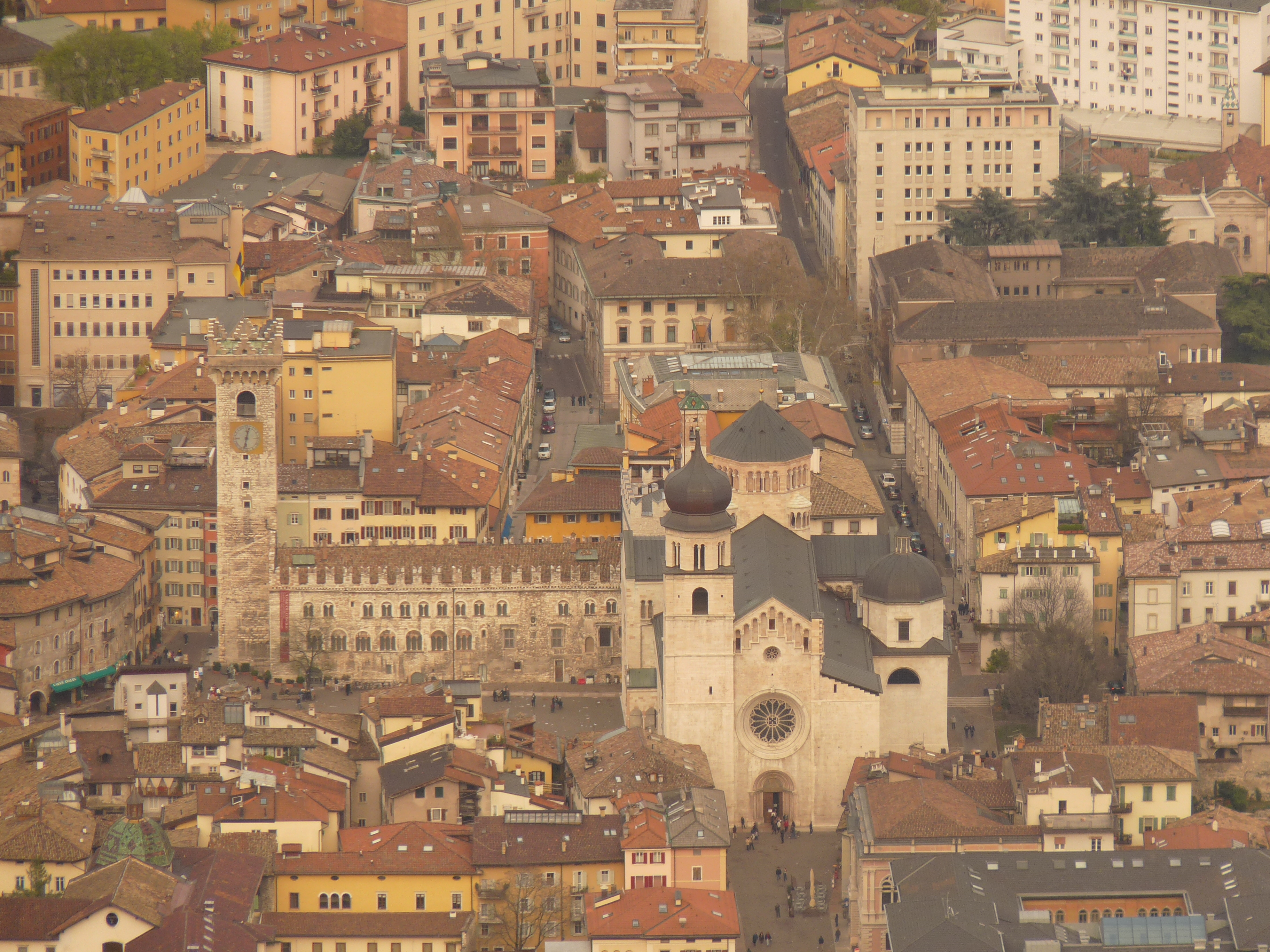
Widok na Piazza del Duomo
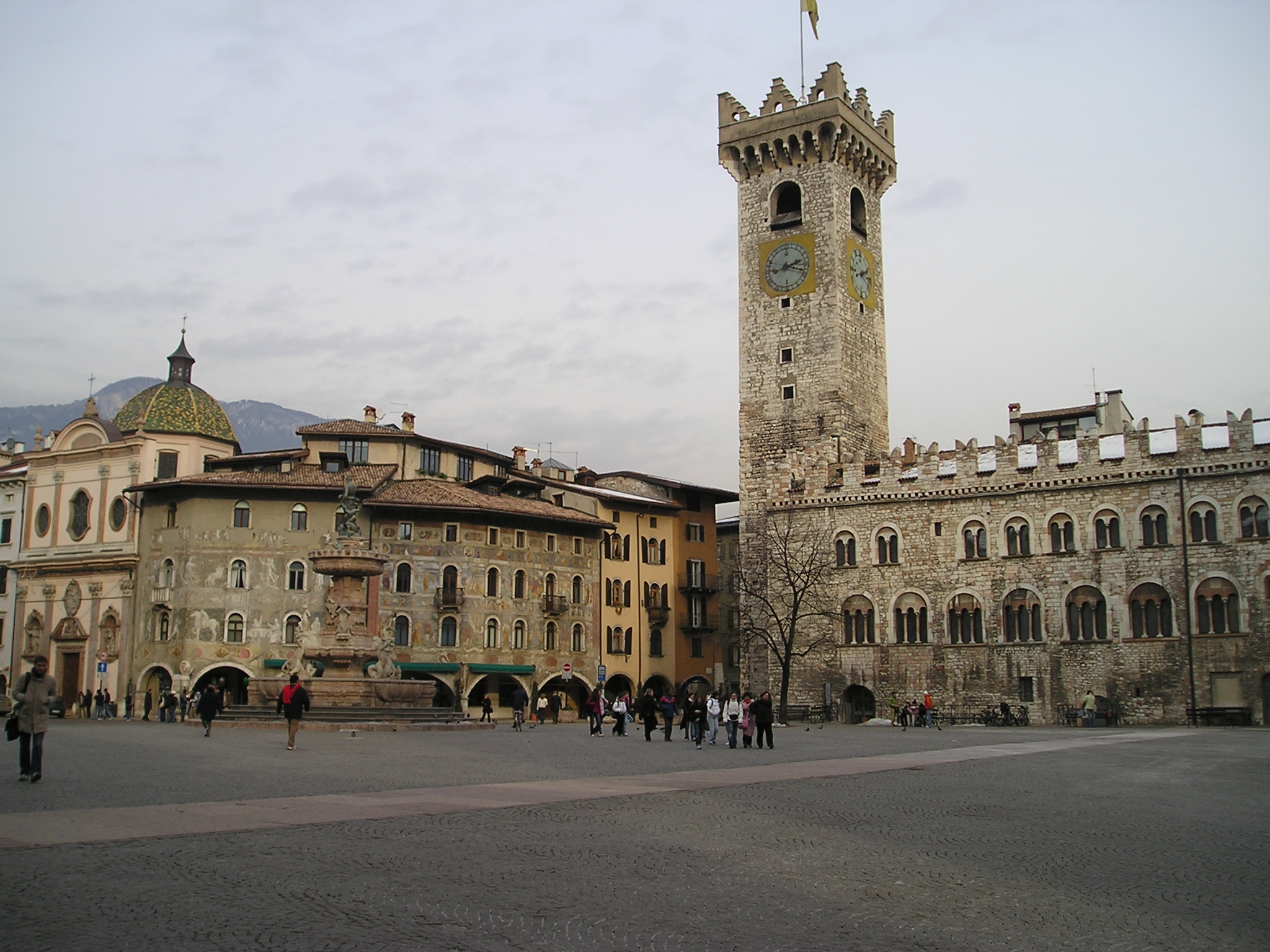
Palazzo Pretorio i fontanna Neptuna
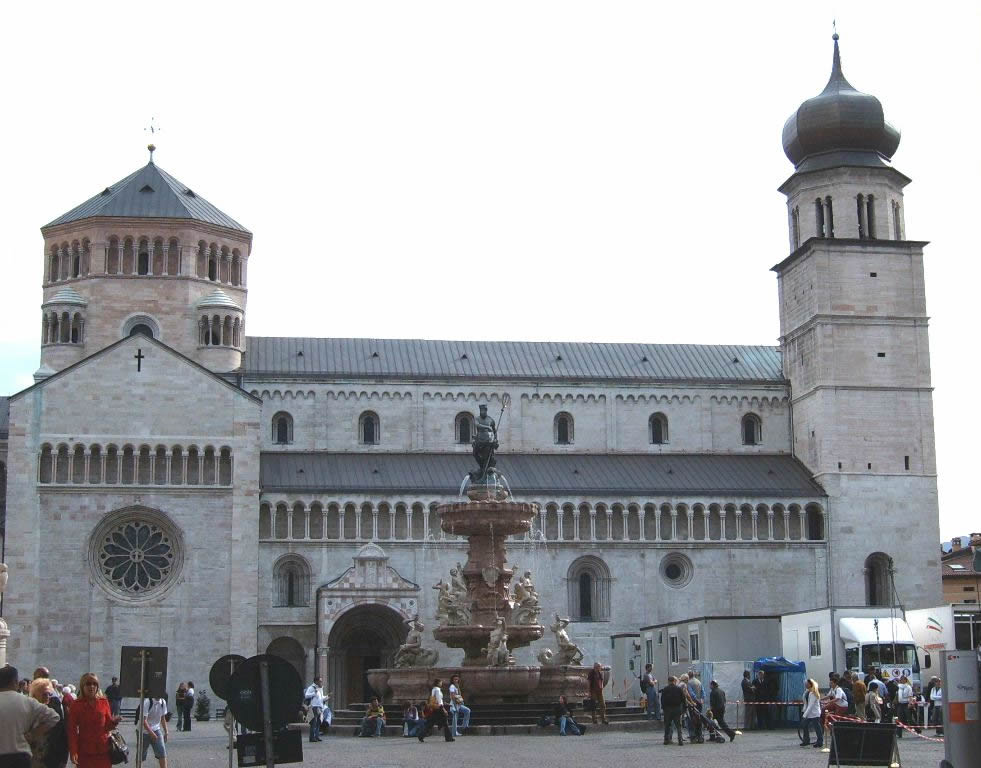
Katedra
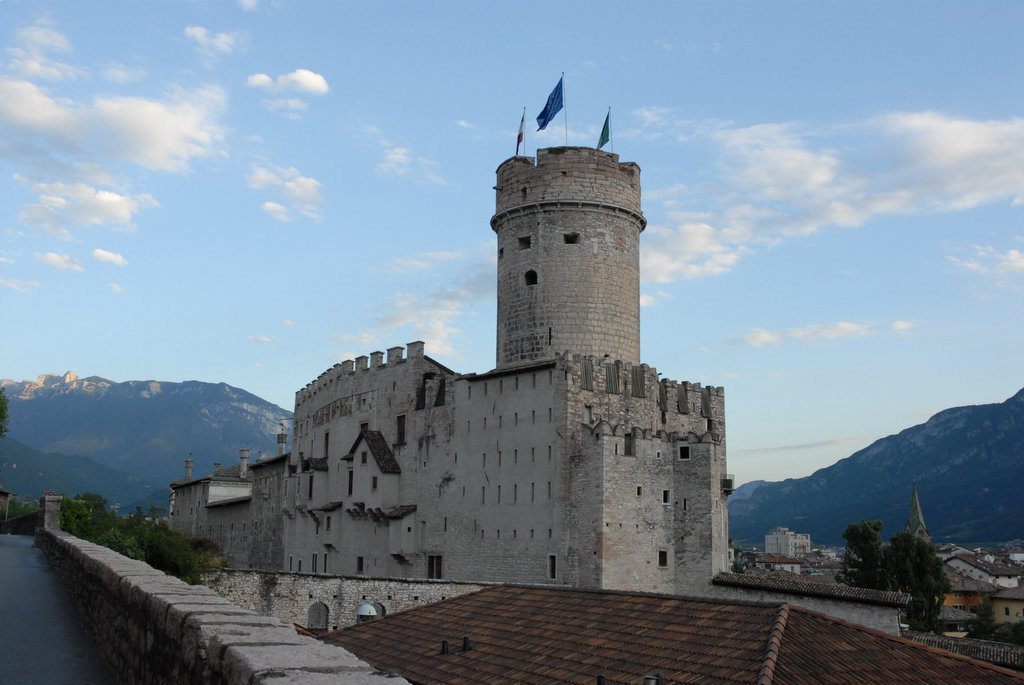
Castello del Buonconsiglio